# HD 188753
HD 188753 é um sistema estelar triplo na constelação de Cygnus. Com uma magnitude aparente visual de +7,43, tem um brilho baixo demais para ser visto a olho nu, mas é visível com um pequeno telescópio. De acordo com dados de paralaxe pelo satélite Hipparcos, está localizado a uma distância de 150,8 anos-luz (46,2 parsecs) da Terra.
HD 188753 foi descoberta como uma estrela dupla em 1895 por George Washington Hough. Em 1977 foi determinado que um dos componentes é por sua vez uma binária espectroscópica. Em 2005, foi anunciada a descoberta de um planeta extrassolar orbitando a estrela primária. Observações adicionais não conseguiram detectar o planeta, concluindo que não há evidências para sua existência.

## Sistema estelar

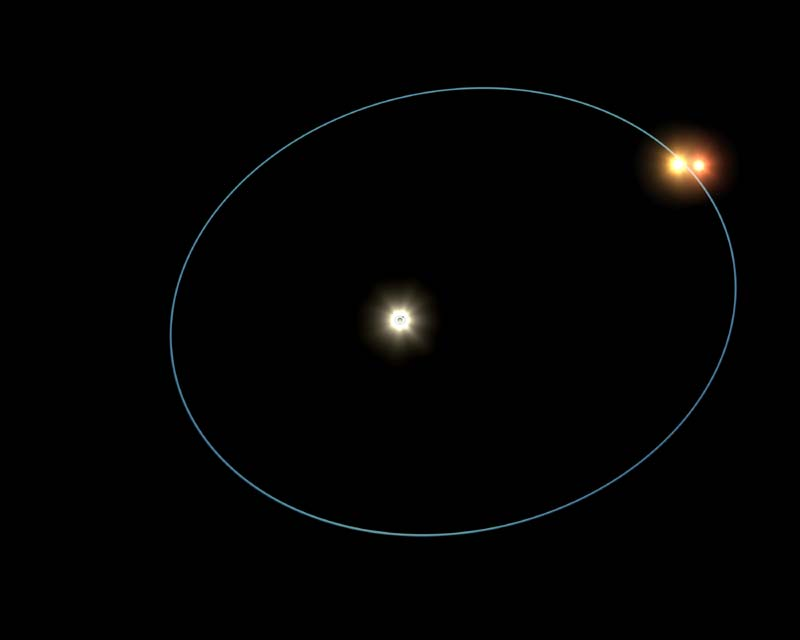
Representação da configuração hierárquica do sistema, com o componente primário (A) à esquerda, e os componentes secundário (Ba) e terciário (Bb) à direita formando um par próximo em órbita em torno do primário

O componente primário do sistema, HD 188753 A, é uma estrela de classe G da sequência principal parecida com o Sol com um tipo espectral de G8V. Tem uma massa cerca de 6% superior à do Sol e uma temperatura efetiva de 5 750 K. A uma separação média de 0,27 segundos de arco está o componente B do sistema, cuja órbita ao redor do componente A tem um período de 25,7 anos, semieixo maior de 12,3 UA e excentricidade de 0,5. Sua distância de periastro é de 6,2 UA.
O componente B é por sua vez composto por duas estrelas próximas, denominadas Ba e Bb, formando uma binária espectroscópica, detectável apenas no espectro conjunto do sistema. Essas duas estrelas orbitam entre si com um período de 154,4 dias, excentricidade de 0,175 e estão separadas por 0,67 UA. As curvas de velocidade radial das três estrelas do sistema são conhecidas, permitindo o cálculo direto de uma razão de massas de 0,768 para o par secundário. Com uma massa total de 1,63 massas solares, isso corresponde a massas individuais de 0,92 massas solares para a estrela secundária e 0,71 massas solares para a terciária. HD 188753 Ba é uma estrela de classe K da sequência principal com um tipo espectral de K0V e uma temperatura efetiva de 5 500 K.
As duas órbitas são aproximadamente coplanares entre si, com inclinações, em relação ao plano do céu, de aproximadamente 34° para a órbita AB e 41° para a órbita do par B. Com uma idade estimada de 5,6 bilhões de anos, o sistema é ligeiramente mais velho que o Sol, mas a incerteza nesse parâmetro é grande.

## Possível sistema planetário
Em 2005, foi anunciada a descoberta por espectroscopia Doppler de um planeta extrassolar orbitando HD 188753 A, a partir de 11 observações do sistema pelo espectrógrafo HIRES, montado no Observatório W. M. Keck, entre agosto de 2003 e novembro de 2004. Com uma massa mínima de 1,14 massas de Júpiter e um período orbital de apenas 3,35 dias, esse objeto seria um Júpiter quente orbitando a uma distância de apenas 0,045 UA da estrela.
A existência de um planeta massivo em um sistema estelar triplo relativamente compacto representaria um desafio às teorias de formação planetária, já que a presença do componente B iria limitar o disco protoplanetário ao redor de HD 188753 A até um raio de cerca de 1,3 UA, menor que a linha do gelo e portanto não permitindo a formação de planetas gasosos. A descoberta do planeta ganhou bastante atenção da comunidade científica; as hipóteses criadas para explicar sua existência envolvem encontros dinâmicos com estrelas de um aglomerado após a formação do planeta, resultando no sistema triplo observado atualmente.
Em 2007, um estudo para melhor caracterizar o planeta não conseguiu confirmar sua existência. Observações do sistema pelo espectrógrafo ELODIE não detectaram o sinal periódico na velocidade radial de HD 188753 A como relatado anteriormente, sendo que as medições claramente teriam a precisão necessária para detectar o planeta. Os autores desse estudo argumentaram que o conjunto de dados que levou à descoberta do planeta é pequeno (apenas 11 medições) e têm resíduos altos, concluindo que não existem evidências para apoiar a existência do objeto.